# Communauté de communes du Pays Rignacois
Die Communauté de communes du Pays Rignacois ist ein französischer Gemeindeverband mit der Rechtsform einer Communauté de communes im Département Aveyron in der Region Okzitanien. Sie wurde am 29. Dezember 1995 gegründet und umfasst acht Gemeinden. Der Verwaltungssitz befindet sich im Ort Rignac.

## Mitgliedsgemeinden
| Gemeinde                                 | Einwohner 1. Januar 2022 | Fläche km² | Dichte Einw./km² | Code INSEE | Postleitzahl |
| ---------------------------------------- | ------------------------ | ---------- | ---------------- | ---------- | ------------ |
| Anglars-Saint-Félix                      | 918                      | 22,22      | 41               | 12008      | 12390        |
| Auzits                                   | 813                      | 24,34      | 33               | 12016      | 12390        |
| Belcastel                                | 190                      | 10,74      | 18               | 12024      | 12390        |
| Bournazel                                | 325                      | 16,35      | 20               | 12031      | 12390        |
| Escandolières                            | 222                      | 13,50      | 16               | 12095      | 12390        |
| Goutrens                                 | 478                      | 25,99      | 18               | 12111      | 12390        |
| Mayran                                   | 614                      | 15,36      | 40               | 12142      | 12390        |
| Rignac                                   | 2.019                    | 33,35      | 61               | 12199      | 12390        |
| Communauté de communes du Pays Rignacois | 5.579                    | 161,85     | 34               | –          | –            |